# 王無咎
王無咎，字藉茅，河南孟津人。清初政治人物，进士出身。工书法，尤擅行草。

## 生平
王無咎，王鐸次子，於順治三年（1646年）中式丙戌科二甲第十七名進士。選庶吉士，散館授弘文院編修、侍读学士，官至太常寺卿。

## 著作
有《青嵘山房诗集》。辑《擬山園帖》十卷，收录其父王鐸書法（順治十六年（1659）拓本）。

## 家庭
父王鐸，明末清初官員、书画家。